# 奥山実
奥山 実（おくやま みのる、1932年7月9日 - ）は、日本の牧師、宣教師、神学校教師。宣教学博士。日本民族総福音化運動協議会総裁、いのちの水計画実行委員長、日本リバイバル同盟（NRA）初代議長、福音自由教会牧師、宣教師を経て、超教派の働きと指導に当たる。聖霊の第三の波の主唱者の一人として知られる。

## 学生時代
福島県で仙台藩の家老の家系に生まれる。愛国少年として特攻隊を志願していた。野球や弓道に励む。日本基督教団の長老派系の教会で洗礼を受ける。大学を卒業してサラリーマンとなり、その後に召命を受けて献身。東京神学大学を考えていたが、聖書信仰の神戸改革派神学校をすすめられる。リベラルな日本基督教団では、聖書が誤りだらけの人間のことばだと聞いていたが、神戸改革派神学校で聖書は誤りのない神のことばだと教えられ、驚いた。岡田稔牧師から聖書信仰と改革派神学を学ぶ。

## ミニストリー
福音自由教会に招かれるが、日本キリスト改革派教会と異なり、前千年王国説を信仰告白で公にしていること、また、当時の日本では福音自由が小教派であったことからためらうが、福音自由の牧師に召されていると確信し、福音自由教会の牧師となる。岡田稔師はいつでも改革派に戻ってきてもいいと言った。
キリスト者学生会と協力して、共産主義者に伝道するなどし、京都福音自由教会は教勢を伸ばしていった。
最初は海外宣教に反対していたが、インドネシア宣教師としての召しを受ける。宣教師として現地に赴くまでに時間があったので、創価学会の勢力が強く、キリスト教の伝道が困難であると言われた八尾で、開拓伝道を開始し、教会をたてあげる。
インドネシアでは、リバイバルが起こっており、悪霊追い出し、奇跡を目の当たりにする。1992年の著書『悪霊を追い出せ-福音派の危機を克服するために』では、偶像崇拝、悪霊問題に対する福音派の態度に警笛を鳴らしている。また、進化論を論駁した。
仏壇等の偶像を破壊するべきだと強く主張している。
夏目漱石、芥川龍之介、太宰治ら文学者のキリスト教理解に注目した三部作を発表している。
クリスチャン新聞の論説委員などをつとめ、当時の福音派を代表する牧師、神学者とみなされており、1996年に創刊されたハーザーの初期には福音派を名乗っていたが、次第に聖霊派に接近していった。
2001年に、月刊誌ハーザー誌上で、後千年王国説のキリスト教再建主義者富井健と論争。
2009年の日本プロテスタント宣教150周年記念大会の開催のため尽力。
2010年5月、1910年エディンバラ宣教会議100周年記念世界宣教東京大会の大会会長を務める。また講演も行った。

## 経歴
- 1961年、神戸改革派神学校卒業、京都福音自由教会牧師
- 1965年、八尾福音自由教会開拓
- 1966年から8年間インドネシア宣教師
- 1975年から11年間片柳福音自由教会牧師
- 1986年から宣教師訓練センター（MTC)所長
- 2000年世界宣教会議大会会長
- 2006年聖霊宣教大会大会会長
- 2007年エルサレムサミット大会委員長

## 家系
先祖に樅ノ木は残ったの登場人物、仙台藩の家老奥山大学がいる。また祖父の兄はロシア留学中に正教会の司祭となり、帰国して白河市で宣教し、後に横浜市で司祭として永眠した。

## 著書
- 『世の終わりが来る! 「ヨハネの黙示録』の私訳と講解」2002年 ISBN 4872072162
- 『漱石・芥川・太宰と聖書』1998年　ISBN 4872071786
- 『宣教師入門』 新生運動 1992年　ISBN 4882810468
- 『悪霊を追い出せ-福音派の危機を克服するために』1992年 ISBN 4872071115
- 『教会成長シンポジウム』1990年 共著 新生運動

## 対談
- 『日本のリバイバルを求めて』（ハーザー） マルコーシュ・パブリケーション社

## 出演
- 日本文化チャンネル桜 2009年9月2日「やまと言葉の回復を目指した新しい『聖書』」[5]
- 「聖書の時間・奥山実アワー」（スカパー! Ch.529 ベターライフチャンネル）[6]